# Bardera
Bardera (ce qui signifie « grand palmier » en somali) est une ville du sud-ouest de la Somalie traversée par le fleuve Jubba dans la région du Gedo. 
Elle comprenait environ 32 000 habitants en 2008. 

## Historique
Elle est prise par les islamistes en 2008 et reprise lors d'une offensive des armées kényane et somalienne appuyer par des forces spéciales américaines.